# Uberto Mostacciolo
Uberto Mostacciolo, (o Umberto Mostacciolo, Uberto Mostazzolo, Ubertino Mostacciolo di Piacenza) (Piacenza, XIII secolo – Sicilia, XIII secolo), è stato un militare italiano, capo della colonia di Lombardi che ripopolò nel XIII secolo Aidone in Sicilia.

## Biografia
Uberto Mostacciolo cavaliere di Piacenza, ricordato da Tommaso Fazello nel suo De Rebus Siculis Decades Duae, secondo il quale ottenne in concessione terre e privilegi da Federico II per portare una colonia di lombardi dalla natia Piacenza nelle terre di Piazza Armerina, "allora quasi deserta", come afferma Vito Amico. Coloni lombardi che in seguito avrebbero colonizzato la vicina Aidone. Tuttavia, secondo Illuminato Peri , si tratterebbe di un cognome ignorato dalle fonti e dall'araldica di Piacenza.